# Péyi An Nou (Nuestro País)
Péyi An Nou es una tira cómica documental — a veces denominada novela gráfica, escrita por Jessica Oublié e  ilustrada por Marie-Ange Rousseau. Fue publicada por Steinkis Editions ( Steinkis Group ) en octubre de 2017 .
El álbum ganó el Premio BD del Libro Político en 2018: France Culture le otorgó el premio calificándolo de “una creación artística que permite a sus lectores afinar su sentido crítico sobre los grandes desafíos políticos contemporáneos. ».

## Sinopsis
Relata el exilio de habitantes de las Antillas francesas a la Francia continental en los años 1950 y 1960. En aquella época, había mucho trabajo en Francia y poco en las Antillas. Para solucionar sus necesidades, el gobierno pagó el viaje de ida de los antillanos, haciéndolos emigrar a Francia. Según el gobierno, esta migración también podría ayudar a resolver los problemas de protestas políticas locales. A partir de los años 1960, esta migración fue organizada por la Oficina para el Desarrollo de la Migración en los Departamentos de Ultramar (conocida como Bumidom). Pero, al llegar allí, el migrante a menudo se sentía decepcionado: un salario mísero, condiciones de vida poco agradables, un plan de carrera inexistente, mostrando un cierto desprecio por parte de los metropolitanos.

## Génesis de la obra
La inspiración para esta novela le llegó a Jessica Oublié cuando se enteró de que su abuelo, que vivía en Guadalupe, estaba gravemente enfermo.
Las autoras escribieron este cómic después de dos o tres  años de investigación en las Antillas y en la Francia continental. Presentan tanto las condiciones anecdóticas (cocina, refranes, criollo, bricolaje cultural) como las cuestiones sustanciales (condiciones de trabajo, consecuencias para la sociedad antillana, fisuras genealógicas). Este cómic es también una autobiografía semi-realista de Jessica Oublié.
En su labor de investigación, las autoras contaron con la ayuda de diversos especialistas. Monique Milia-Marie-Luce, historiadora, intervino para mostrar la importancia de la historia con Francia a lo largo del tiempo, desde la esclavitud hasta la ley de departamentalización de 1946. Serge Mam-Lam-Fouck, también historiador, presentó los puntos en común con Guyana y la Reunión, en particular con el asunto de Los Niños de Creuse. Al final de la obra, el historiador Pap Ndiaye y la psicoanalista Yolande Govindama presentan las consecuencias contemporáneas. Françoise Vergès muestra que la concepción de ultramar en Francia sigue siendo étnica y centrada en Francia.
Por último, este cómic es un homenaje a todos aquellos llamados franceses que abandonaron su país de ultramar y se vieron obligados a exiliarse en un país al que creían pertenecer, Francia.

## Respuesta crítica
En BD Gest, la columna destaca el “trabajo minucioso de verificación de la información”, las ilustraciones de Marie-Ange Rousseau adoptan un “estilo simple con líneas gruesas”, “colorido”; sin embargo, la elección del formato no convence. BD Zoom, por su parte, considera que “la elección del formato en cómic es muy convincente” y a su vez subraya la calidad de esta investigación. Tout en BD, que acoge positivamente el guion bien documentado, destaca los “gráficos claros” de la diseñadora. Planète BD considera que Jessica Oublié « logra nunca aburrir y educa mientras entretiene ». BoDoï también destaca el alto nivel de investigación del guion; el dibujo refleja “un registro semi-realista sobrio y eficaz, todo en curvas y colores nítidos”. Los pocos “defectos juveniles” del álbum no disminuyen sus méritos.